# Região Geográfica Intermediária de São Raimundo Nonato
A Região Geográfica Intermediária de São Raimundo Nonato é uma das seis regiões intermediárias do estado brasileiro do Piauí e uma das 134 regiões intermediárias do Brasil, criadas pelo Instituto Brasileiro de Geografia e Estatística (IBGE) em 2017. É composta por 21 municípios, distribuídos em duas regiões geográficas imediatas.
Sua população total estimada pelo Instituto Brasileiro de Geografia e Estatística (IBGE) para 1º de julho de 2018 é de 159 319 habitantes, distribuídos em uma área total de 27 580,745 km².
São Raimundo Nonato é o município mais populoso da região intermediária, com 34 535 habitantes, de acordo com estimativas de 2018 do Instituto Brasileiro de Geografia e Estatística (IBGE).

## Regiões geográficas imediatas
| Região geográfica imediata                        | Municípios | População Estimativa 2018 | Área (km²) |
| ------------------------------------------------- | --- | ------------------------- | ---------- |
| Região Geográfica Imediata de São Raimundo Nonato | Anísio de Abreu Bonfim do Piauí Caracol Coronel José Dias Dirceu Arcoverde Dom Inocêncio Fartura do Piauí Guaribas Jurema São Braz do Piauí São Lourenço do Piauí São Raimundo Nonato Várzea Branca | 110 656                   | 18 338,548 |
| Região Geográfica Imediata de São João do Piauí   | Campo Alegre do Fidalgo Capitão Gervásio Oliveira João Costa Lagoa do Barro do Piauí Nova Santa Rita Pedro Laurentino Ribeira do Piauí São João do Piauí                                            | 48 663                    | 9 242,197  |
| Total                                             | 21 | 159 319                   | 27 580,745 |